# 5. Königlich Bayerische Kavallerie-Brigade
Die 5. Kavallerie-Brigade war ein Großverband der Bayerischen Armee.

## Geschichte
Der Großverband wurde am 1. Oktober 1890 in Dieuze errichtet. Am 1. April 1901 tauschte sie ihre Nummer und wurde in 3. Kavallerie-Brigade umbenannt. Mit der Umnummerierung verlegte die Brigade nach Nürnberg.
Die Brigade wurde zu Beginn des Ersten Weltkrieges im Rahmen der 6. Armee als Teil der Bayerischen Kavallerie-Division an der Westfront eingesetzt.

## Gliederung
1914 war die Brigade Teil der 5. Division und ihr unterstanden:
- 1. Chevaulegers-Regiment „Kaiser Nikolaus von Rußland“ in Nürnberg
- 6. Chevaulegers-Regiment „Prinz Albrecht von Preußen“ in Bayreuth

Im Verlauf des Ersten Weltkriegs änderten sich die Unterstellungsverhältnisse und so unterstanden der Brigade zum 8. Mai 1918 zusätzlich:
- Kavallerie-Radfahr-Abteilung
- 1. und 3. Radfahr-Kompanie
- 1. MG-Abteilung

## Kommandeure
| Dienstgrad            | Name                          | Datum                                 |
| --------------------- | ----------------------------- | ------------------------------------- |
| Oberst/Generalmajor   | Albert Schmidt                | 01. Oktober 1890 bis 23. Juni 1893    |
| Generalmajor          | Karl von Pechmann             | 24. Juni 1893 bis 11. August 1898     |
| Generalmajor          | Eugen Rosenbusch              | 12. August 1898 bis 11. Februar 1901  |
| Oberst                | August von Bonnet zu Meautry  | 12. Februar bis 31. März 1901         |
| Generalmajor          | Franz Buz                     | 01. April 1901 bis 17. Februar 1903   |
| Oberst/Generalmajor   | Ludwig von Rotenhan           | 27. Februar 1903 bis 11. April 1906   |
| Generalmajor          | Otto von Schmidt              | 12. April 1906 bis 25. März 1909      |
| Oberst                | Otto von Stetten              | 26. März 1909 bis 10. März 1910       |
| Oberst                | Moritz von Hößlin             | 11. März 1910 bis 15. Oktober 1914    |
| Oberst/Generalmajor   | Eduard von Crailsheim         | 16. Oktober 1914 bis 8. Mai 1915      |
| Oberst/Generalmajor   | Moritz von und zu Egloffstein | 22. Mai 1915 bis 14. Dezember 1916    |
| Oberstleutnant/Oberst | Kurt von Scherf               | 15. Dezember 1918 bis 1. Februar 1919 |